# Бій за станцію Дебальцеве (1918)
Бій за станцію Дебальцеве — військове зіткнення частин Армії УНР з більшовиками у квітні 1918 року.

## Історія
Деяка частина населення Дебальцевого була налаштована проукраїнські, і вороже були налаштовані до частин які перебували на станції, вони намагалися затримати відступ більшовиків щоб передати їх частинам Армії УНР.
28 квітня 1918 року Богданівський полк боєм зайняв станцію Дебальцеве. Тут було захоплено понад 1000 вагонів навантажених вугіллям і 16 паротягів.
Крім того захоплено одну гармату і один кулемет.